# Graham Buckland
Graham Buckland (* 27. Januar 1951 in Weymouth, Dorset, England) ist ein britischer Dirigent und Komponist.

## Leben
Buckland ist Sohn eines Landwirts und besuchte die Hardye’s School in Dorchester. Im Jahr 1970 trat er zum ersten Mal in die Dirigierklasse von George Hurst an der Canford Summer School ein. Hurst blieb sein Mentor bis ins Jahr 1987.
Ab 1970 folgten ein Studium (Komposition/Musikwissenschaft/Klavier) am Corpus Christi College Cambridge sowie ein Jahr am Londoner Opera Centre folgten. Im Jahr 1974 gewann er ein Stipendium des British Council für ein vertieftes Studium der Opern von Janáček bei Frantíšek Jílek in Brno (Brünn, damals Tschechoslowakei).
Er blieb drei Jahre und kombinierte das Studium mit seinen ersten Engagements als Solorepetitor am Nationaltheater Prag und als Kapellmeister am Staatstheater Ústí-nad-Labem (Aussig). Weitere Theaterstationen in Nürnberg, Hannover und Oldenburg folgten. Er wurde Chefdirigent in Hildesheim und 1991, auf Empfehlung von Jílek, in Brno. Er ist als Gastdirigent u. a. in Brüssel, Glasgow, Boise (USA), Prag, Brno, Ostrava, Hannover, Essen, Ulm und Hildesheim aufgetreten.
Im Jahr 1995 wurde ihm die Leitung des Universitätsorchesters Regensburg übertragen, seit 2003 in der Position als Universitätsmusikdirektor, die er bis 2016 ausübte.
Er gründete in Regensburg zusätzliche Einrichtungen wie das Kammerorchester der Universität, den Kammerchor und die Kammeroper, sowie ein Barockorchester und zahlreiche kleinere Ensembles.
Im Jahr 2001 gründete er das Festival Kallmünz mit Schwerpunkt zeitgenössischer Musik, welches 2010 das erste Festival mit dem Titel überBrücken in Zusammenarbeit mit der Stadt und der Universität Regensburg präsentierte.
Im Jahr 2006 wurde ihm der Kulturpreis der Universitätsstiftung Pro Arte Regensburg verliehen.
Von 1997 bis 2012 unterrichtete Buckland Orchesterleitung an der Hochschule für katholische Kirchenmusik und Musikpädagogik Regensburg. Er ist zusätzlich als Komponist und Herausgeber überwiegend beim Bärenreiter-Verlag tätig.
Er ist mit der Malerin Andrea Buckland verheiratet und hat vier Kinder.

## Werke (Auswahl)

### Kompositionen
- Sol für Schlagzeug und Orchester (UA 1991 Axel Fries und Staatsorchester Oldenburg)
- Prometheus, Kammeroper (Inszenierungen 1995 in Český Krumlov und 1997 in Regensburg)
- Don Gil, Kammeroper nach Tirso de Molina (Ausschnitte UA 2012 in Hildesheim)
- Rilke-Bilder, für Soloklarinette (Festival Kallmünz und Niedermünsterkirche Regensburg, 2001)
- Lateinmesse für 2 Solisten, Kinderchor und kleines Orchester (UA Festival Kallmünz, 2002)
- 8 Originallieder in Christmas a cappella, Bärenreiter (2001)
- Twenty Tiny Fingers, für Klavierduo, 2. Fassung für Orchester (UA Regensburg 2002)
- 55 Original Orgelvorspiele in Halleluja, Bärenreiter (2002)
- Threnody, für Streichorchester (UA Schierling 2005)
- Chanticleer, für 4 Trompeten, Pauke und Streichorchester (UA Regensburg 2006, Fassung für gr. Orch. 2007)
- Mass in C, für Sopransolo, Männerchor, Schlagzeug und Orgel (UA Reinhausen, 2006)
- The Bumps, Solokonzert für Marimba und Streichorchester (UA Wörth 2009)
- Graham’s Anatomy, Kammeroper, (UA Kallmünz 2010)
- Three Transitions, für Klarinettenquintett (UA Pilsen 2010)
- CAD, Concertino für Cembalo und Streichorchester (UA Regensburg 2011)
- Guter Hoffnung, für Streichorchester, UA Regensburg (2011)

### Arrangements
- Bartok, Sechs Tänze in bulgarischen Rhythmen (aus Mikrokosmos) für Streicher, 2006
- Brahms, Ungarische Tänze 2 & 4 für Symphonieorchester, 2006
- Byrd, Browning, Fantasia à 6, Pavan & Galliard, The Bells für Streicher, 2005
- Debussy, 1. Arabesque, Golliwog’s Cake-Walk, Clair de lune, Petit Nègre für Symphonieorchester, 2009
- Gershwin, Three Preludes für Klarinette und Streicher, 2012
- Gershwin, Lullaby für Streicher, 2006
- Janáček, Auf verwachsenem Pfade für Klarinette und Streicher, Suite I 2011, Suite II 2005
- Pavel Haas, Suita op. 17 für Oboe und Streicher, 2011
- Mendelssohn, Veni domine, O beata, Präludium & Fuge für Symphonieorchester, 2009
- Schubert, Die Schöne Müllerin für Symphonieorchester, 2005
- Trad., Weihnachtslieder, Choräle und Spirituals für Chöre – siehe Veröffentlichungen

### Veröffentlichungen
- Christmas a cappella (hrsg). Bärenreiter, Kassel 2001, ISMN 979-0-00650534-0 (Suche im DNB-Portal)
- Halleluja (hrsg). Bärenreiter, Kassel 2002, ISMN 979-0-00652068-8
- 20 Tiny Fingers. Bosse, Kassel 2002, ISMN 979-0-20110912-1 (Suche im DNB-Portal)
- Spirituals a cappella (hrsg). Bärenreiter, Kassel 2011, ISMN 979-0-006-54066-2
- Christmas for female voices (hrsg). Bärenreiter, Kassel 2011, ISMN 979-0-006-53871-3

### CDs
- Suk, Dvořák, Streicherserenaden, Kammerorchester der Uni Regensburg, Spektral 2007
- Brahms, Die vier Symphonien, live-Mitschnitt des Symphonieorchesters der Universität Regensburg, 2011